# Ćukovac (okręg pczyński)
Ćukovac (cyr. Ћуковац) – wieś w Serbii, w okręgu pczyńskim, w mieście Vranje. W 2011 roku liczyła 1030 mieszkańców.